# أوزفالدو دياز (مجدف)
أوزفالدو دياز هو مجدف كوبي، ولد في 28 مارس 1943.

## وصلات خارجية
- أوزفالدو دياز على موقع الاتحاد الدولي للتجديف (الإنجليزية)
- أوزفالدو دياز على موقع أوليمبيديا (الإنجليزية)